# Centre de recherche et d'anthropologie des vocations
Fondé en 2020, le Centre de recherche et d’anthropologie des vocations, aussi connu sous son acronyme CRAV, est un organisme catholique qui étudie les vocations et leur développement au sein de l'Église catholique.
Il est créé et dirigé par le cardinal Marc Ouellet, avec l'accord du Saint-Siège. Le CRAV dispose d'un comité scientifique qui compte notamment Jean-Robert Armogathe, Philippe Capelle-Dumont, Gianfranco Ghirlanda et Thomas Joseph White (en).
L'objectif du CRAV est de promouvoir la recherche en sciences sociales sur les vocations au sein de la société entendue au sens large, à travers des institutions laïques ou religieuses.

## Histoire
Le CRAV a débuté ses travaux autour des fondements théologiques du sacerdoce et du baptême, dans la lignée du concile Vatican II, en continuité avec la tradition patristique et médiévale de l'Église catholique.
Le Centre mobilise ainsi des chercheurs en théologie et en anthropologie, hommes et femmes, consacrés et laïcs. Ceux-ci viennent de plusieurs pays dont l'Italie, la France, l'Espagne, l'Allemagne, la Pologne, le Portugal et l'Angleterre.

## Publications
- Noëlle Hausman, « Pour une théologie fondamentale du sacerdoce. 1. Actes du symposium du Centre de recherche et d’anthropologie des vocations. Rome, 17-19 février 2022 : recension », Nouvelle Revue théologique, vol. 145, no 3,‎ 2023 (lire en ligne, consulté le 8 janvier 2023)
- Marc Ouellet (dir.), Pour une théologie fondamentale du sacerdoce. Actes du symposium du Centre de recherche et d’anthropologie des vocations : Rome, 17-19 février 2022, vol. 1, éditions du Cerf, 2023.
- Marc Ouellet (dir.), Pour une théologie fondamentale du sacerdoce. Perspectives complémentaires, vol. 2, éd. du Cerf, 2023.